# Hobart International 2024 - Qualificazioni singolare
Le qualificazioni del singolare dell'Hobart International 2023 sono un torneo di tennis preliminare per accedere alla fase finale della manifestazione disputate il 6 e 7 gennaio 2024. Le vincitrici dell'ultimo turno sono entrate di diritto nel tabellone principale. In caso di ritiro di una o più giocatrici aventi diritto sono subentrati i Lucky loser, ossia le giocatrici che hanno perso nell'ultimo turno ma che avevano una classifica più alta rispetto alle altre partecipanti che avevano comunque perso nel turno finale.

## Teste di Serie
1. Nadia Podoroska (ultimo turno, lucky loser)
2. Julija Putinceva (qualificata)
3. Yanina Wickmayer (primo turno)
4. Magdalena Fręch (qualificata)
5. Wang Xiyu (entrata nel tabellone principale)
6. Anna Karolína Schmiedlová (qualificata)

1. Viktorija Tomova (ultimo turno, lucky loser)
2. Yuan Yue (qualificata)
3. Camila Osorio (qualificata)
4. Viktorija Golubic (qualificata)
5. Jaqueline Cristian (primo turno)
6. Linda Fruhvirtová (ultimo turno, lucky loser)

## Qualificate
1. Yuan Yue
2. Julija Putinceva
3. Camila Osorio

1. Magdalena Fręch
2. Viktorija Golubic
3. Anna Karolína Schmiedlová

### Lucky loser
1. Nadia Podoroska
2. Viktorija Tomova

1. Linda Fruhvirtová

## Tabellone

### Legenda
| - Q = Qualificato - WC = Wild card - LL = Lucky loser | - ALT = Alternate - SE = Special Exempt - PR = Protected Ranking | - w/o = Walkover - r = Ritirato - d = Squalificato |

### Sezione 1
|  | Primo turno | Primo turno     | Primo turno     | Primo turno | Primo turno |  |  | Secondo turno | Secondo turno   | Secondo turno | Secondo turno | Secondo turno |  |
|  |             |                 |                 |             |             |  |  |               |                 |               |               |               |  |
|  | 1           | Nadia Podoroska | Nadia Podoroska | 6           | 6           |  |  |               |                 |               |               |               |  |
|  | WC          | Elysia Bolton   | Elysia Bolton   | 2           | 2           |  |  | 1             | Nadia Podoroska | 6             | 4             | 62            |  |
|  |             | Diana Šnajder   | 5               | 6           | 4           |  |  | 8             | Yuan Yue        | 4             | 6             | 7             |  |
|  | 8           | Yuan Yue        | 7               | 4           | 6           |  |  |               |                 |               |               |               |  |

### Sezione 2
|  | Primo turno | Primo turno        | Primo turno        | Primo turno | Primo turno |  |  | Secondo turno | Secondo turno    | Secondo turno    | Secondo turno | Secondo turno |  |
|  |             |                    |                    |             |             |  |  |               |                  |                  |               |               |  |
|  | 2           | Julija Putinceva   | Julija Putinceva   | 6           | 6           |  |  |               |                  |                  |               |               |  |
|  |             | Nao Hibino         | Nao Hibino         | 2           | 2           |  |  | 2             | Julija Putinceva | Julija Putinceva | 6             | 6             |  |
|  |             | Kimberly Birrell   | Kimberly Birrell   | 6           | 6           |  |  |               | Kimberly Birrell | Kimberly Birrell | 3             | 4             |  |
|  | 11          | Jaqueline Cristian | Jaqueline Cristian | 4           | 4           |  |  |               |                  |                  |               |               |  |

### Sezione 3
|  | Primo turno | Primo turno      | Primo turno   | Primo turno | Primo turno |  |  | Secondo turno | Secondo turno  | Secondo turno  | Secondo turno | Secondo turno |  |
|  |             |                  |               |             |             |  |  |               |                |                |               |               |  |
|  | 3           | Yanina Wickmayer | 6             | 4           | 2           |  |  |               |                |                |               |               |  |
|  | WC          | Chan Hao-ching   | 3             | 6           | 6           |  |  | WC            | Chan Hao-ching | Chan Hao-ching | 4             | 1             |  |
|  |             | Jodie Burrage    | Jodie Burrage | 3           | 4           |  |  | 9             | Camila Osorio  | Camila Osorio  | 6             | 6             |  |
|  | 9           | Camila Osorio    | Camila Osorio | 6           | 6           |  |  |               |                |                |               |               |  |

### Sezione 4
|  | Primo turno | Primo turno      | Primo turno     | Primo turno | Primo turno |  |  | Secondo turno | Secondo turno    | Secondo turno    | Secondo turno | Secondo turno |  |
|  |             |                  |                 |             |             |  |  |               |                  |                  |               |               |  |
|  | 4           | Magdalena Fręch  | Magdalena Fręch | 6           | 6           |  |  |               |                  |                  |               |               |  |
|  |             | Amarni Banks     | Amarni Banks    | 3           | 1           |  |  | 4             | Magdalena Fręch  | Magdalena Fręch  | 6             | 6             |  |
|  |             | Kayla Day        | 6               | 0           | 3           |  |  | 7             | Viktorija Tomova | Viktorija Tomova | 1             | 3             |  |
|  | 7           | Viktorija Tomova | 3               | 6           | 6           |  |  |               |                  |                  |               |               |  |

### Sezione 5
|  | Primo turno | Primo turno       | Primo turno       | Primo turno | Primo turno |  |  | Secondo turno | Secondo turno     | Secondo turno     | Secondo turno | Secondo turno |  |
|  |             |                   |                   |             |             |  |  |               |                   |                   |               |               |  |
|  | Alt         | Irina Chromačëva  | Irina Chromačëva  | 2           | 3           |  |  |               |                   |                   |               |               |  |
|  |             | Bai Zhuoxuan      | Bai Zhuoxuan      | 6           | 6           |  |  |               | Bai Zhuoxuan      | Bai Zhuoxuan      | 1             | 4             |  |
|  | WC          | Alexandra Bozovic | Alexandra Bozovic | 0           | 1           |  |  | 10            | Viktorija Golubic | Viktorija Golubic | 6             | 6             |  |
|  | 10          | Viktorija Golubic | Viktorija Golubic | 6           | 6           |  |  |               |                   |                   |               |               |  |

### Sezione 6
|  | Primo turno | Primo turno               | Primo turno               | Primo turno | Primo turno |  |  | Secondo turno | Secondo turno             | Secondo turno             | Secondo turno | Secondo turno |  |
|  |             |                           |                           |             |             |  |  |               |                           |                           |               |               |  |
|  | 6           | Anna Karolína Schmiedlová | Anna Karolína Schmiedlová | 6           | 6           |  |  |               |                           |                           |               |               |  |
|  |             | Tamara Zidanšek           | Tamara Zidanšek           | 1           | 3           |  |  | 6             | Anna Karolína Schmiedlová | Anna Karolína Schmiedlová | 6             | 6             |  |
|  | WC          | Alana Parnaby             | Alana Parnaby             | 3           | 0           |  |  | 12            | Linda Fruhvirtová         | Linda Fruhvirtová         | 4             | 2             |  |
|  | 12          | Linda Fruhvirtová         | Linda Fruhvirtová         | 6           | 6           |  |  |               |                           |                           |               |               |  |